# Religia w Malawi

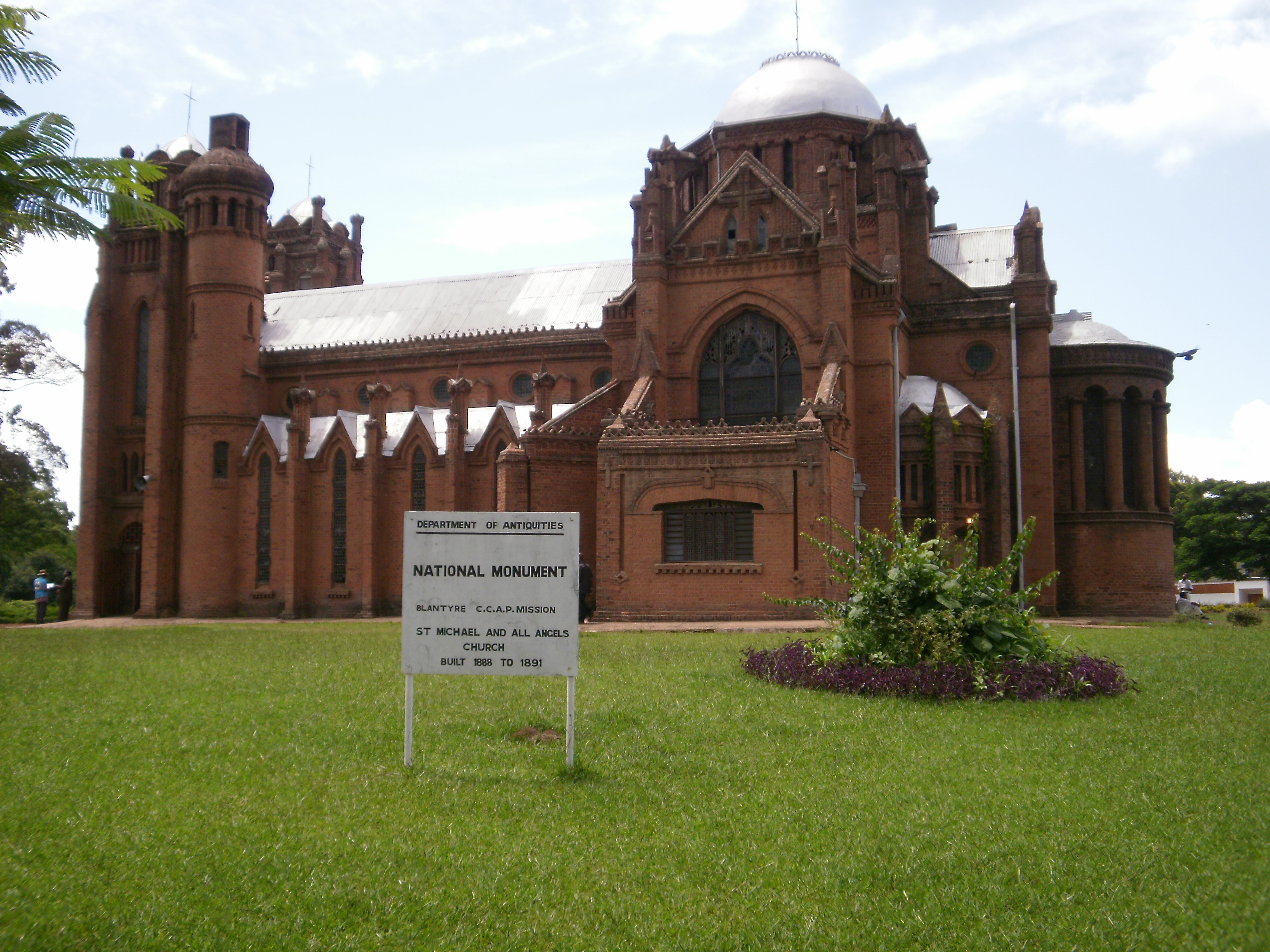
Kościół prezbiteriański w Blantyre

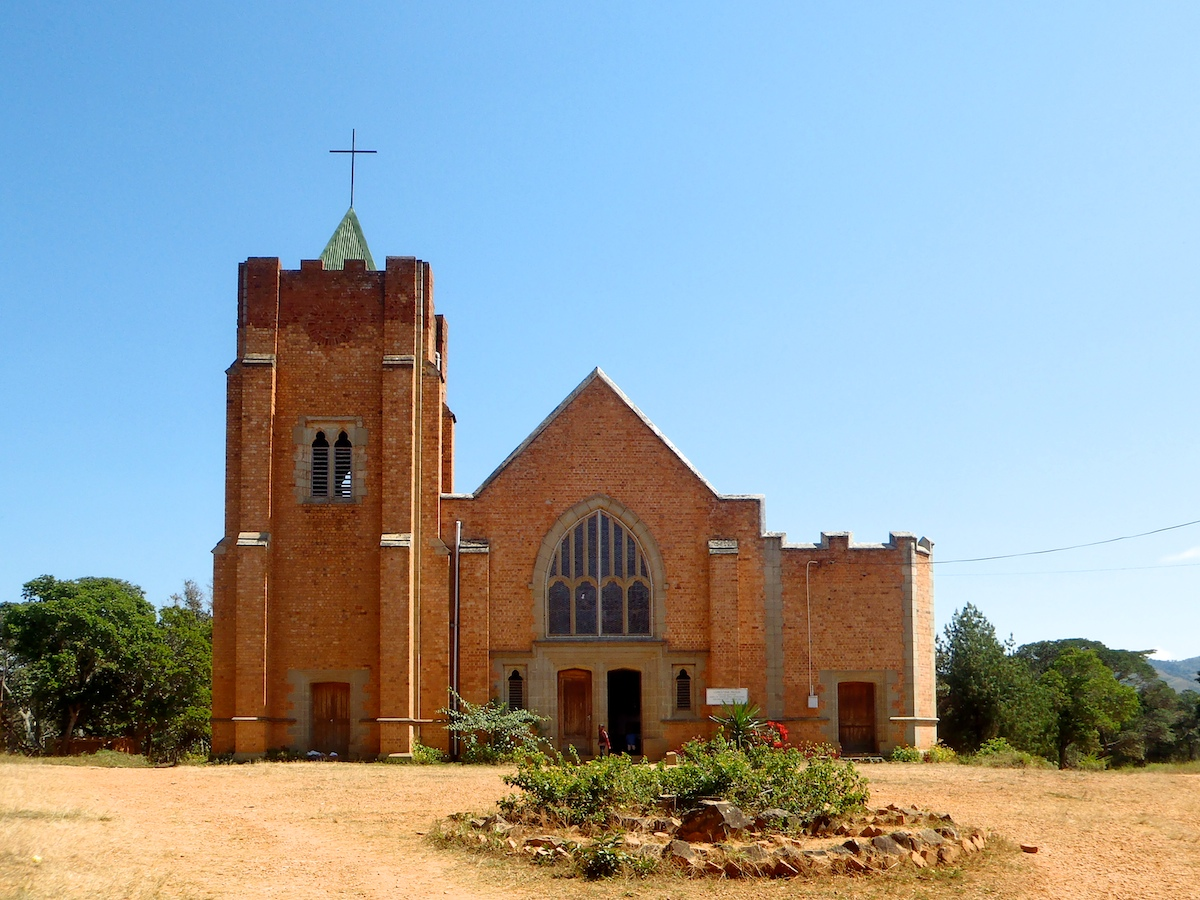
Kościół prezbiteriański w Livingstonia

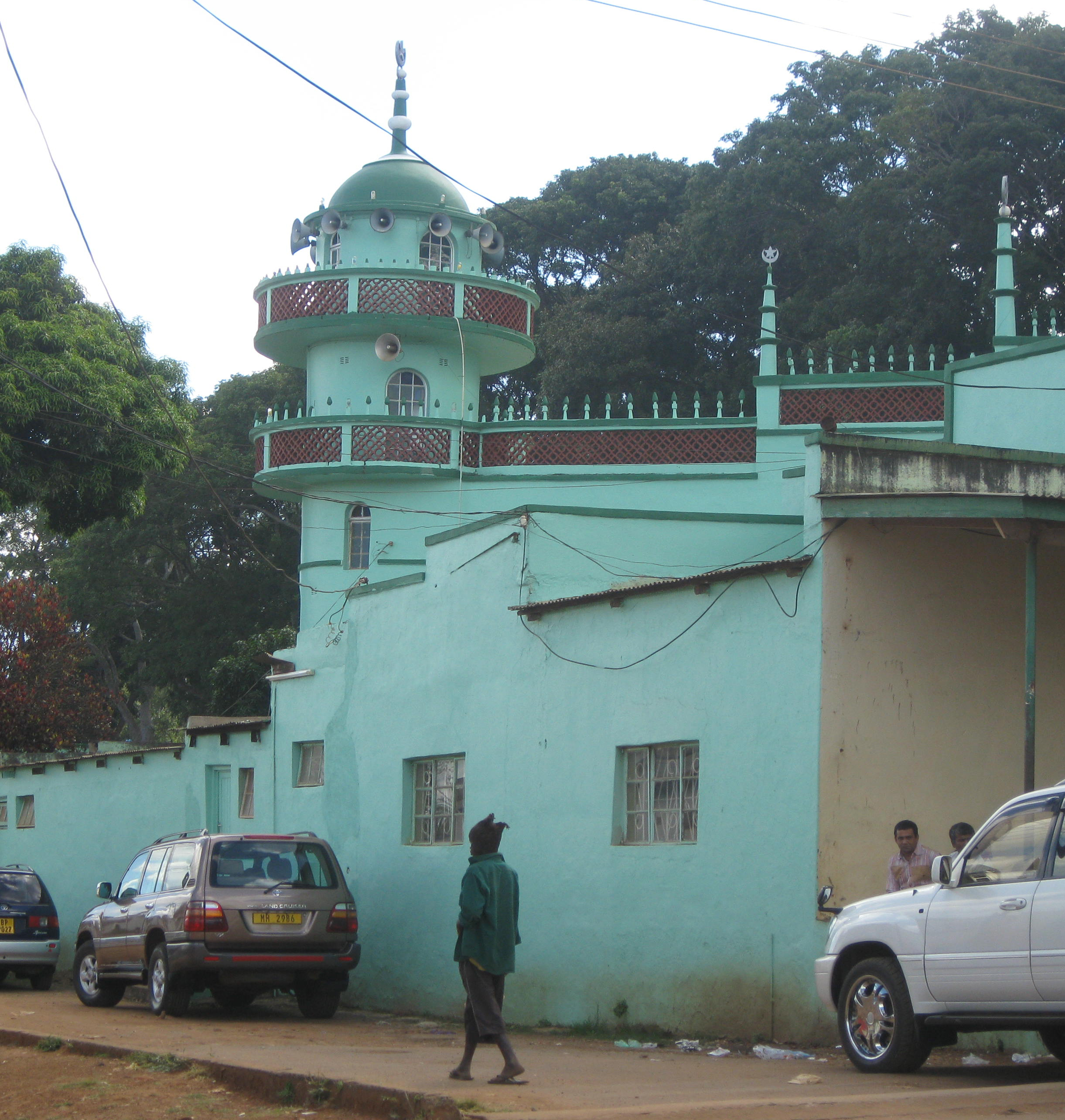
Meczet w Zomba

Według szacunków Pew Forum  z 2010 roku, 82,7% populacji Malawi jest związana z chrześcijaństwem, 13% ludności wyznaje islam, 2,5% nie jest związane z żadną religią i 1,7% wyznaje tradycyjne wierzenia afrykańskie.

## Chrześcijaństwo
Chrześcijaństwo jest jedną z najważniejszych religii, wyznawaną przez większość mieszkańców Malawi. Większość chrześcijan w Malawi są protestantami i mniejsza liczba należy do katolicyzmu. Chrześcijaństwo ma tak duży wpływ, że do 2001 roku, znajomość Biblii była podstawowym przedmiotem w szkołach średnich. Podczas brytyjskiego kolonializmu, chrześcijaństwo rozprzestrzeniło się bardzo szybko w całym kraju. W połowie XIX w. pierwszym misjonarzem w Malawi był David Livingstone.
Choć chrześcijaństwo stanowi ważną część religii Malawi, to nie jest całkowicie pod wpływem zachodniej praktyki religii. Wiele osób z Malawi praktykuje chrześcijaństwo, wraz z tradycyjnymi rytuałami afrykańskimi. Według różnych statystyk do katolicyzmu należy od 15 do 25% społeczeństwa, a do protestantyzmu przyznaje się ponad 50% ludności. Do największych wyznań protestanckich należą: prezbiterianie, zielonoświątkowcy, adwentyści dnia siódmego, baptyści, wolne kościoły ewangeliczne i anglikanie.

## Islam
Ponieważ istnieje duża liczba muzułmanów w tym kraju, islam jest powszechnie praktykowany. Islam wyznawany jest przede wszystkim wzdłuż południowego brzegu jeziora Malawi. Islam został wprowadzony przez arabskich handlarzy niewolników, którzy podróżowali głównie drogą morską. Dotarli do Malawi na początku XIX wieku i przekształcili plemiona wzdłuż brzegu jeziora. Ludzie z plemienia Yao wzdłuż południowego brzegu jeziora są najmocniej związani z islamem. Meczety znajdują się w miejscowościach Balaka, Machinga i Mangochi. Wiele szkół w Malawi uczy języka arabskiego tak, że dzieci mogą czytać Koran. Spory między muzułmanami a chrześcijanami w Malawi są rzadkością.

## Statystyki
Statystyki na 2010 rok, według Operation World kiedy ludność Malawi wynosiła 15,7 mln:
| Religie/kościoły                            | Liczba wiernych | Procent ludności |
| ------------------------------------------- | --------------- | ---------------- |
| Kościół katolicki                           | 3 618 tys.      | 23,0%            |
| Islam                                       | 2,65 mln        | 16,9%            |
| Kościół Prezbiteriański                     | 1 752 tys.      | 11%              |
| Tradycyjne religie etniczne                 | 1,02 mln        | 6,5%             |
| Zbory Boże                                  | 780 tys.        | 5,0%             |
| Kościół Adwentystów Dnia Siódmego           | 445 tys.        | 2,83%            |
| Inne niezależne wspólnoty afrykańskie       | 385 tys.        | 2,45%            |
| Kościół Anglikański                         | 280 tys.        | 1,78%            |
| Kościół Baptystyczny                        | 225 tys.        | 1,43%            |
| Ewangeliczny Kościół Zambezi                | 221 tys.        | 1,41%            |
| Chrześcijański Kościół Syjonu               | 160 tys.        | 1,02%            |
| Afrykańskie Zbory Baptystyczne              | 152 tys.        | 0,97%            |
| Kościół Charyzmatyczny                      | 92,4 tys.       | 0,59%            |
| Kościół Chrystusowy                         | 92 tys.         | 0,59%            |
| Świadkowie Jehowy                           | 81 tys.         | 0,52%            |
| Kościół Luterański                          | 67 tys.         | 0,43%            |
| Kościół „Woda żywa”                         | 58 tys.         | 0,37%            |
| Chrześcijański Kościół Chrystusowy          | 55 tys.         | 0,35%            |
| Kościół Nazareński                          | 48 tys.         | 0,31%            |
| Zjednoczony Kościół Zielonoświątkowy        | 45 tys.         | 0,29%            |
| Afrykański Kościół Ewangeliczny             | 44 tys.         | 0,28%            |
| Misja Wiary Apostolskiej Południowej Afryki | 40 626          | 0,26%            |
| Zjednoczony Kościół Ewangeliczny            | 40 tys.         | 0,25%            |
| Bahaizm                                     | 30 tys.         | 0,2%             |

W 2022 roku Świadkowie Jehowy zgłaszają 108 044 głosicieli w 1831 zborach.